# Wollenstoffenfabriek (Geldrop)
De wollenstoffenfabriek  (NV Wollenstoffenfabriek v/h A. van den Heuvel & Zoon) in de Nederlandse plaats Geldrop is een voormalige fabriek voor de productie van wollen stoffen. Drie behouden gebouwen vormen gezamenlijk een rijksmonumentencomplex. 

## Gebouwen
Het eerste gebouw aan de Heuvel 7, het fabriekshuis is neergezet in 1844. Het fabrieksdeel op Molenstraat 19 is gebouwd in 1863. Het gebouw is over de Kleine Dommel heen gebouwd. Op deze plaats was sinds de Middeleeuwen de Geldropse Watermolen gevestigd die omstreeks 1800 als volmolen in gebruik was. In 1864 werd een nieuw waterrad gebouwd om de spinnerij aan te drijven. Een uitbreiding op de Molenstraat 21 is gebouwd in 1910.  Het bedrijf breidde uit tot er 400 medewerkers waren, maar vanaf 1960 ging het in neerwaartse richting en reeds in 1981 kwam de productie voorgoed tot stilstand. 

## Huidig gebruik
De fabriek staat met drie gebouwdelen op de Rijksmonumentenlijst. In de voormalige spinnerij is tegenwoordig het weverijmuseum Geldrop gehuisvest.